# 皿倉登山鉄道
皿倉登山鉄道株式会社（さらくらとざんてつどう、英: SARAKURA TOZAN RAILWAY Co., Ltd.）は、福岡県北九州市八幡東区でケーブルカーなどを運営している会社である。1982年（昭和57年）からは北九州市100%出資で、本社は北九州市八幡東区大字尾倉1481-1にある。

## 概要
八幡市の市制40周年の記念事業の一つとして、「自然と夜景が楽しめる皿倉山山頂への交通手段の提供」を目的に、1957年（昭和32年）3月1日に八幡製鉄や西日本鉄道などの地元に関連する民間企業と八幡市が共同で帆柱ケーブル株式会社を設立したのが始まりである。
同年11月12日にケーブルカーを開業し、当初は年間約50万人が利用していた。
1982年（昭和57年）に北九州市の100%出資となり、北九州博覧祭2001の開催に合わせて2001年（平成13年）に新車両が導入された。
開業から約58年間「帆柱ケーブル」として営業を続けてきたが、観光客などから皿倉山に登るのかが判らないとの声があったことや電線会社やケーブルテレビ局に間違われることなどもあった。そのため、社名を「皿倉登山鉄道株式会社」に、2015年（平成27年）4月1日付で変更した。同日付で、ケーブルカーの路線名も「皿倉山ケーブルカー」に変更している。
ケーブルカーの利用者数は開業当初の年間約50万人から減少しており、約20万人となっている。
なお、2014年（平成26年）3月期で鋼索鉄道事業（ケーブルカー）が約9437万円で年間売上の約67.4%を占める主力事業となっている。

## 年表
- 1957年（昭和32年）
  - 3月1日 - 帆柱ケーブル株式会社として設立[2][1]。
  - 11月12日 - ケーブルカー開業[2][10]。
- 1964年（昭和39年）4月10日 - スカイラインリフト開業[11]。
- 1982年（昭和57年） - 北九州市の100%出資となる[9]。
- 2001年（平成13年）6月30日[12] - ケーブルカー新車両を導入[7]。
- 2006年（平成18年）8月31日 - スカイラインリフト廃止[13]。
- 2007年（平成19年）12月28日 - 皿倉山スロープカー開業[14]。
- 2012年（平成24年）
  - 4月19日 - 帆柱ケーブルの第二種鉄道事業、北九州市の第三種鉄道事業が許可される[15]。
  - 9月30日 - 帆柱ケーブルの第一種鉄道事業廃止[16]。事業廃止後、北九州市に施設を譲渡し、それを借り受けて運行する第二種鉄道事業者となる。
- 2015年（平成27年）4月1日 - 帆柱ケーブル株式会社から皿倉登山鉄道株式会社に社名変更[9][6][7][17]。

## 路線
以下の乗り物を運営している。
皿倉山ケーブルカー
1957年（昭和32年）開業。2015年に施設名を帆柱ケーブルから皿倉山ケーブルカーに改称した。当初は、同時期に始まったテレビ放送の電波送信がまだ自動化されていなかったこともあり、NHK小倉（現・北九州）放送局、RKB毎日放送、テレビ西日本の送信所詰め社員の通勤の足としての役割も担っていた。
北九州博覧祭2001の開催に合わせて2001年（平成13年）に設備の更新が行われ、新車両が導入された。
同博覧祭開催期間中（2001年7月4日 - 11月4日）は、会場より山麓駅までシャトルバスを運行していた。博覧祭入場券半券を提示すれば無料でシャトルバスに乗車できた。
皿倉山スロープカー
帆柱スカイラインリフトの後継施設として、2007年に開業したスロープカー。法律上は斜行エレベーターであり鉄道路線ではない。宝くじの普及宣伝事業として日本宝くじ協会の助成を受けて整備された。

### 過去に運営していた乗り物
帆柱スカイラインリフト
ケーブルカーの山上駅から山頂までを結んでいたチェアリフト。皿倉山山頂の魅力向上を目的とした再整備計画に伴って2006年8月31日限りで廃止された。

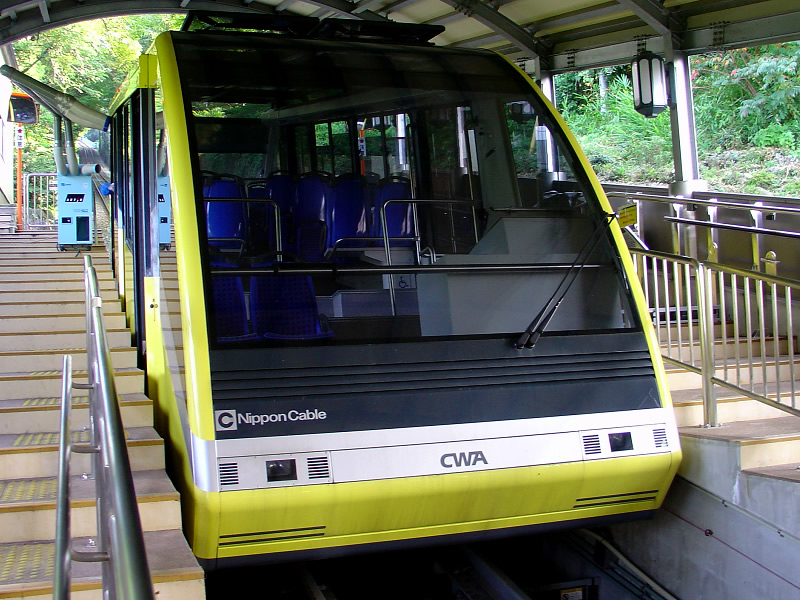
ケーブルカー
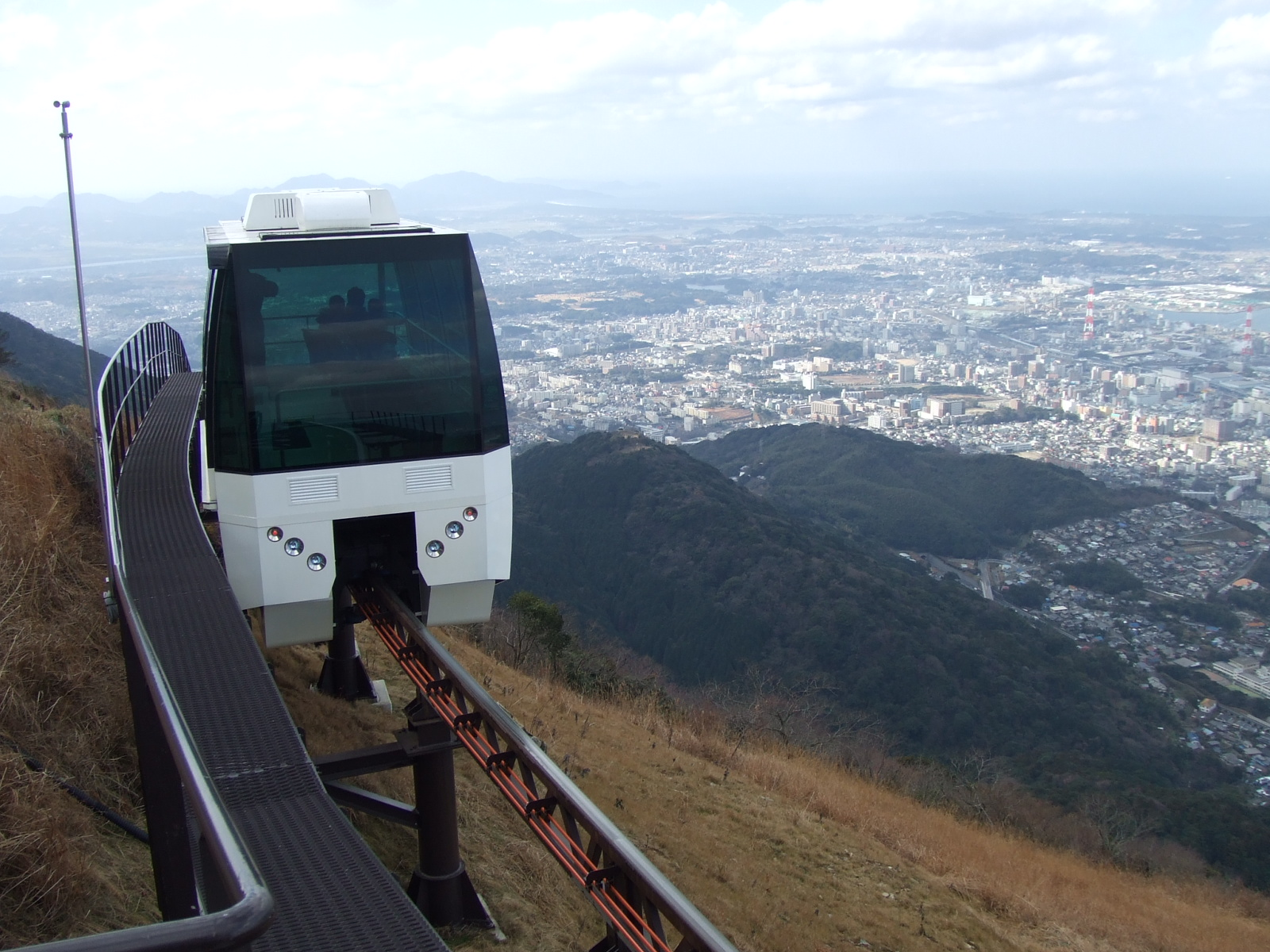
皿倉山スロープカー
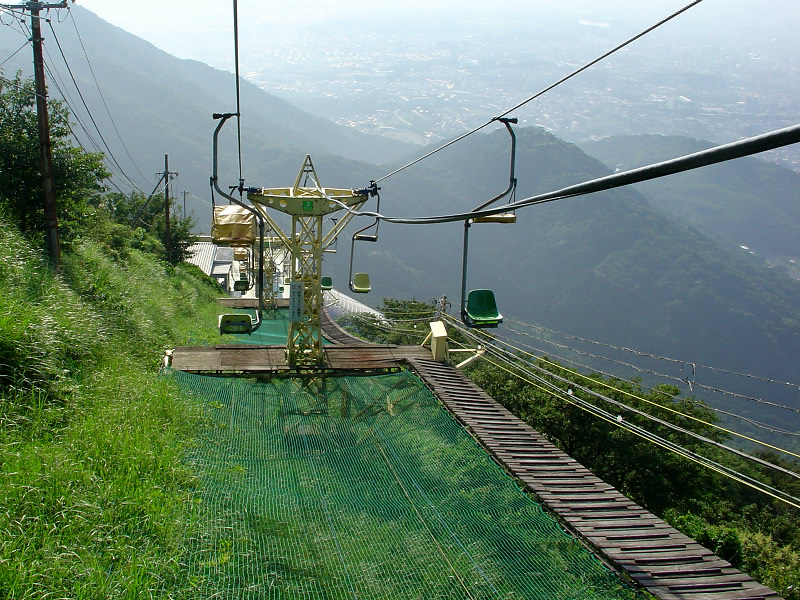
かつて存在したスカイラインリフト